# Hermann Moritz Cossmann

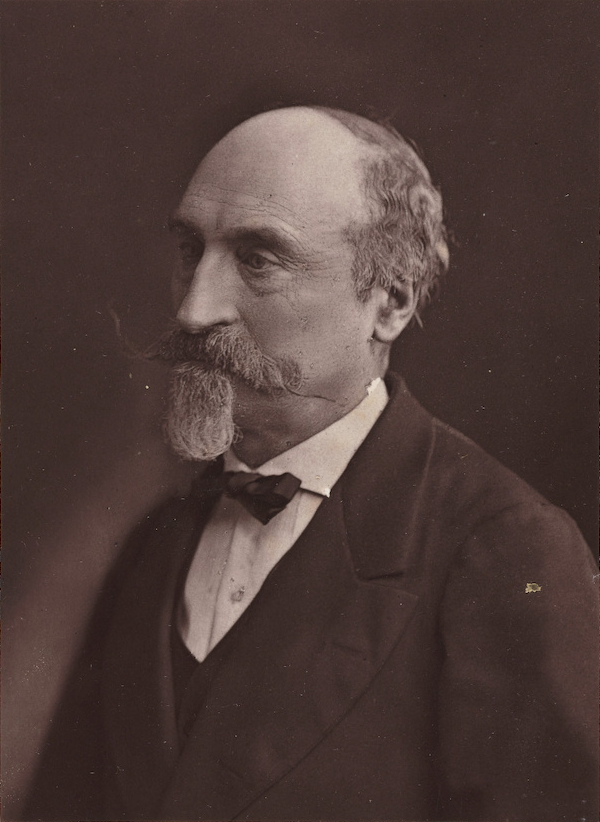
Hermann Moritz Cossmann

Hermann Moritz Cossmann, auch Hermann Maurice Cossmann (* 1821 in Berlin; † 1890 in Paris) war ein deutscher Maler und Radierer.

## Leben
Cossmann war 1842 in Berlin Schüler im Privatatelier von Johann Samuel Otto und an der Königlich Preußischen Akademie der Künste. 1842, 1846, 1848 und 1852 nahm er an der Berliner Akademie-Ausstellung teil, ab spätestens 1845 war er in Paris wohnhaft. Dort nahm er bei Eugène Lepoittevin unterricht und beteiligte sich zwischen 1845 und 1885 regelmäßig am Pariser Salon.
Er war der Vater des Paläontologen Maurice Cossmann.

## Werke
- Portrait de M. L…, Verbleib unbekannt (Salon 1845, Nr. 368)
- Portrait de M. de…, Aquarell, Verbleib unbekannt (ebd., Nr. 1755)
- Silvio Pellico unter den Bleidächern Venedigs, Verbleib unbekannt (BAA 1846, Nr. 136; Berlin, PrAdK c)
- Falstaff als König in der Schenke zum wilden Schweinskopf/Sir John Falstaff, en contrefaisant le roi, fait des reproches au prince Henri de se trouver en mauvaise société dans l’auberge de la Tête du Sanglier, Verbleib unbekannt (BAA 1846, Nr. 137; Berlin, PrAdK c; Salon 1848, Nr. 995)
- Tête d’étude d’homme, Verbleib unbekannt (Salon 1847, Nr. 382)